# 切斯特 (紐約州村)
切斯特（英語：Chester）是位於美國紐約州奧蘭治縣的村。

## 人口
根據2020年美國人口普查的數據，切斯特的面積為5.56平方千米，皆為陸地。當地共有人口3993人，而人口密度為每平方千米718人。